# Polana calvanoa
Polana calvanoa är en insektsart som beskrevs av Delong och Wolda 1984. Polana calvanoa ingår i släktet Polana och familjen dvärgstritar. Inga underarter finns listade i Catalogue of Life.